# Obsidian
Obsidian is een kennisbank- en notitieprogramma dat werkt met markdown-bestanden. Het is propriëtaire software. De applicatie is ontworpen om gebruikers te helpen hun gedachten en kennis op een flexibele, niet-lineaire manier te organiseren en structureren.

## Geschiedenis
Obsidian werd opgericht door Shida Li en Erica Xu terwijl ze in quarantaine zaten tijdens de COVID-19-pandemie.

De eerste release van Obsidian kwam uit op 30 maart 2020.

In februari 2023 trad Steph Ango toe tot Obsidian als CEO.

In februari 2025 maakte Obsidian zijn commerciële licentiebeleid optioneel. Het bedrijf vond dat de commerciële licentievoorwaarden onnodige complexiteit toevoegden aan hun prijzen. Bedrijven die 25 of meer commerciële licenties aanschaffen, worden vermeld op de Obsidian Enterprise- pagina.

## Basisfunctionaliteit
Obsidian werkt op een map met notities ofwel tekstdocumenten, een zogenaamde 'kluis' of 'vault'. Deze documenten kunnen vanuit de applicatie snel worden doorzocht.
Gebruikers kunnen ook interne verbindingen maken tussen hun notities. Deze verbindingen zijn vervolgens als een grafiek te visualiseren.
Tekstopmaak in Obsidian gebeurt door middel van markdown. Er is een mogelijkheid om te schakelen tussen onopgemaakte en opgemaakte tekst.
Door het gebruik van markdown lijkt Obsidian veel op een wiki. Het wordt ook wel een 'persoonlijke wiki' genoemd.
De meeste applicaties dwingen je in hokjes te denken. Het unieke van Obsidian is dat het zijn gebruikers toestaat hun associaties, verbindingen en kruisverwijzingen op dezelfde manier op te slaan als het menselijk brein dat doet.

## Beschikbaarheid
Obsidian is beschikbaar op verschillende platformen, waaronder Windows, macOS, Linux, iOS en Android. De tool richt zich op offline gebruik, maar kent daarnaast ook een bestandssynchronisatieservice en een webhostingdienst.

## Plugins
Gebruikers kunnen hun Obsidian-kluizen aanpassen door plug-ins en thema's toe te voegen. Zo kunnen zij de applicatie uitbreiden met extra functionaliteit en hem koppelen aan andere tools.

Obsidian maakt onderscheid tussen kern-plugins en community-plugins. Kern-plugins worden als propriëtaire software uitgebracht en onderhouden door het Obsidian-team. Community-plugins zijn open source software en worden via GitHub onderhouden door de gebruikers zelf.

Voorbeelden van community-plugins zijn een takenbord in Kanban-stijl en een kalender-widget. Naast de vele community-plugins zijn er ook nog door de community gemaakte thema's die men met de applicatie kan gebruiken.

## Premiumdiensten
Hoewel de kernfuncties van Obsidian gratis zijn, kent de applicatie ook additionele betaalde diensten. Ook deze diensten worden geleverd als plugins. Ze kunnen per kluis worden ingeschakeld. De webhostingdienst Obsidian Publish is zo'n dienst. Deze  biedt ondersteuning voor het gebruik van aangepaste domeinen, thema's en analyse-oplossingen.

Obsidian Sync is een bestandssynchronisatieservice waarmee kluizen gesynchroniseerd kunnen worden tussen meerdere clients waarop Obsidian draait. Bestanden en kluisinstellingen worden end-to-end versleuteld tijdens de synchronisatie tussen apparaten. Het is ook mogelijk om versiebeheer in te schakelen. Bovendien kunnen kluizen worden gedeeld met andere gebruikers. De service is een alternatief voor doe-het-zelfoplossingen, zowel binnen als buiten de applicatie, die doorgaans enige handmatige configuratie vereisen.